# Korrigált életkor
A korrigált életkor a koraszülött kisbabák fejlődésének nyomon követésében használt fogalom. A legtöbb gyermek a terhesség 40. hetében születik meg. A korrigált életkort a születés időpontjától függetlenül az alapján számoljuk ki, hogy a fogantatás utáni 40. héttől mennyi idő telt el.

### Számítása
Példa: egy 32. hétre született koraszülött 12 héttel a világrajövetele után a korrigált kora alapján csak egy hónapos – annak ellenére, hogy már három hónap telt el a születése óta.

## A korrigált életkor jelentősége
Minél korábban született egy baba a várt időponthoz képest, annál később éri be a tényleges életkorát, vagyis annál tovább kell figyelembe venni a korrigált kort. Többnyire a nagyon hamar világra jövő gyerekek jóval kisebb súlyúak, és számos olyan sérülésük, fogyatékosságuk lehet, ami tovább nehezíti a fejlődésüket. Ilyen esetekben elengedhetetlen a korrigált korhoz igazított szakszerű fejlesztés (pl. Pető- és Dévény-módszer, gyógytornász, babaúszás stb.). A csak kevéssel a kiírt időpont előtt született, addig egészségesen fejlődő gyerekek viszont általában hamar beérik a valós életkorukat, vagyis számukra csak rövid ideig van jelentősége a korrigált kor figyelembe vételének.

### A koraszülöttek mozgásfejlődése
A korrigált kor elsősorban a mozgásfejlődés szakaszainál jelent fontos információt. Az első megfordulást, felülést, felállást ugyanis nem a tényleges születés időpontjához képest eltelt kor időpontja szerint kell vizsgálnunk, hanem a megtermékenyüléshez képest. A koraszülött babák éretlenebb szervezettel születnek, mint az egészségesek, ebből kifolyólag több időre van szükségük a teljes kifejlődésükhöz. Ez teljesen természetes, mivel a fejlődés nem a születéskor, hanem a fogantatáskor kezdődik.
Egy koraszülött gyermek szüleinek fontos tudniuk, hogy a normális mozgásfejlődés idejét úgy kapják meg, hogy a valódi életkorból ki kell vonni a tényleges és a tervezett születés közötti hetek számát. 
Nyolc hónaposan a gyerekek többsége már mászik, és kapaszkodva fel tud állni. Egy olyan gyerek, aki a 32. héten született, normál esetben erre csak tíz hónaposan lesz képes, amikor az időre született társai esetleg már önállóan járnak.

### A koraszülöttek táplálása
Az életben tartás érdekében az első időszakban a legtöbb koraszülött szondatáplálásra szorul. Amint lehetséges, feltétlen el kell kezdeni szoptatni, és arra kell törekedni, hogy a csecsemő legalább féléves koráig anyatejet kapjon. Ha nagyon kis súlyú a baba, akkor táplálék-kiegészítésként szüksége lehet nagy energiatartalmú speciális tápszerre is, amelynek kiválasztását az újszülött gyógyásszal (neonatológus) kell egyeztetni.
A hozzátáplálást a valós kor szerinti (vagyis a születés utáni) hatodik hónap végén célszerű elkezdeni. A bélrendszer ugyanis a születés után kezd beindulni, a koraszülés miatt viszont a magzati életszakaszban felhalmozódó vastartalék eleve kevesebb, mint másoknál, így ez hamarabb ki is ürül, tehát előbb van szükség a vas pótlására magas vastartalmú táplálék bejuttatásával.
A koraszülöttek kezdeti gondozásához elengedhetetlen egy hiteles neonatológus szakszerű segítsége. Bármennyire is bízik valaki a saját háziorvosában vagy a körzeti gyermekgyógyászban, a koraszülött-ellátás egészen speciális feladat, emiatt szakirányú végzettséget és tapasztalatot igényel.